# سورما (فیلم)
سورما یا مبارز (به انگلیسی: Soorma) یک فیلم زندگی‌نامه‌ای ورزشی به کارگردانی شاد علی و محصول سال ۲۰۱۸ هند است، که بر اساس زندگی ساندیپ سینگ، بازیکن هاکی ساخته شده‌است. فیلم‌نامه این فیلم توسط شاد علی، سویاش تریودی و شیوا آنانت به رشته تحریر درآمده است و تولید شده توسط سونی پیکچرز نتوورکس ایندیا و سی. اس فیلمز می‌باشد. از بازیگران آن می‌توان به دیلجیت دوسانجه، تاپسی پانو و انگاد بدی در نقش‌های اصلی اشاره کرد. سورما در تاریخ ۱۳ ژوئیه ۲۰۱۸، به نمایش درآمد، و با واکنش‌های متوسطی از سوی منتقدان همراه بود.

## داستان
در سال ۱۹۹۴، در مرکز باشگاه شهداد، ساندیپ سینگ جوان و برادر بزرگترش، بیکرام سینگ، تحت تعقیب مربی خود، کارتار سینگ قرار دارند که مربی سختگیرانه ای است. در نتیجه، ساندپید تصمیم به ترک هاکی می‌دهد. به عنوان یک مرد جوان رشد، او با هارپیتی کور، یک ورزشکار جوان کهکشان رؤیایی، با ورزش در همان مرکز، ملاقات می‌کند. آن‌ها هر دو علاقه به یکدیگر دارند. با هدف قدم زدن با هارپیته ساندیپ دوباره به مرکز بازی هاکی می‌پیوندد. او شروع به تبدیل شدن به خوبی در بازی خود می‌کند. در همین حال، ساندیپ و هارپیته یک امر عاشقانه ای ایجاد می‌کنند. مربی، که عموی هارپیته است، در مورد رابطه آنها و فساد اداری ساندیپ را می‌فهمد. بیکامام، که به‌طور مداوم برای انتخاب تیم هکینگ هند مشغول به کار بود، موفق به ساخت آن به اردوگاه هند نیست. بیکاما متوجه می‌شود که برادرش به طرز خارق‌العاده خوبی درکشیدن تلنگر و کمک به او برای رسیدن به تیم هند، جایی که او تحت هدایت مربی هری عمل می‌کند. او در سال ۲۰۰۶ به بالاترین امتیاز در سری شش کشور در لهستان تبدیل می‌شود. پس از موفقیت، رسانه‌ها او را «فلیکر سینگ» می‌دانند. او همچنین پیشنهاد شغلی می‌دهد. با این حال، عموی هورپت هنوز هم به شدت از او بخاطر خواهر مناسبش به عنوان یک شوهر مناسب می‌پذیرد.
در همان سال، در حالی که به جام جهانی هاکی می‌رود، در یک قطار، او به‌طور تصادفی در پشت کمر ساچمه او و در نیمه پایین بدن او فلج است. خبر از اینکه هرگز قادر به بازی هاکی نیست، در رسانه‌ها پخش می‌شود. ساندیپ اکنون به صندلی چرخدار محدود می‌شود و خانواده اش، به ویژه بیکرم، از نیازهای پرستاری خود مراقبت می‌کند. در سال ۲۰۰۷، با حمایت فدراسیون هاکی هند، ساندیپ به هلند منتقل می‌شود، جایی که به علت درمان شدید برای یک سال، او از آسیب‌هایش بهبود می‌یابد و دوباره بازی می‌کند. او به کمپ هاکی‌ها در هند ۲۰۰۸ در دهلی نو پیوست. او در مسابقات قهرمانی کشورهای مشترک‌المنافع ۲۰۰۹ در لندن دیده می‌شود، جایی که هارپریت می‌خواهد بازی را تماشا کند. ساندیپ، که قبلاً با حضور هارپیته آشنا شده بود، موفق به گل زدن برنده شد، نشان می‌دهد که او در حال حاضر در واقع برای هند بازی می‌کند و نه برای دنبال عشق هارپیت. در صحنه ای نزدیک، فیلم‌های آرشیو پخش کننده واقعی دیده می‌شود که در آن ساندیپ سینگ جایزه نشان ملی ارجونا ۲۰۱۰ را از رئیس‌جمهور هند دریافت می‌کند.

## بازیگران
- دیلجیت دوسانجه به عنوان ساندیپ سینگ
  - آگام سینگ به عنوان جوان سندینگ سینگ
- تاپسی پانو به عنوان هارپیت
- انگاد بدی به عنوان بیکرام‌جیت سینگ
  - اِمریتپال سنگ به عنوان جوان بیکارم‌جیت سینگ
- آمیت گور به عنوان عجت، برادر هارپیت
- ساتیش کاشیک به عنوان گورچران سینگ (پدر سندئپ سینگ)
- سایا کوهلل به عنوان دالیات کور (مادر سندئپ سینگ)
- دانسین حسین به عنوان مربی کاتار سینگ
- جاسمین باجوا به عنوان مینهسی سینگ
- کولبوشن خبندا به عنوان رئیس فدراسیون هاکی هادی هند
- ویجی رااز به عنوان هری (مربی سندئپ سینگ)
- جیمز موز به عنوان یوزف لوبو (دستیار مربی ساندپید سینگ)
- بیکرام جیت سینگ (برادر واقعی ساندیپ سینگ) به عنوان تنویر (رقیب پاکستان از ساندیپ سینگ)

## فیلم‌برداری
کار فیلم‌برداری فیلم در شهر آباد در نوامبر ۲۰۱۷ آغاز شد. برنامه بعدی فیلم‌برداری در دسامبر ۲۰۱۷ در چندیگر برگزار شد. برای برنامه نهایی فیلم‌برداری که شامل تیراندازی مسابقات هاکی، واحد تولیدی به بلگراد در صربستان نقل مکان کرد که در آن تیراندازی به مدت ۱۰ روز ادامه یافت تا قبل از پایان دادن به ۲۴ دسامبر، ۲۰۱۷. دنباله‌های هاکی در این فیلم توسط سندئپ سینگ و برادرش بیکرامجیت سینگ.
تریلر رسمی این فیلم در تاریخ ۱۱ ژوئن ۲۰۱۸ منتشر شد.

## موسیقی متن
موسیقی فیلم توسط شانکار اغلان-لوی با اشعار گلزار ساخته شده‌است. رقبای شکار استعدادهای درخشان نشان می‌دهد که «ستارگان ظهور»، هیمان بریوازی و اختر برادرز آهنگ «شانکار مهادوان» و «دیجیت دسنجه» را برای این فیلم ارائه می‌دهند.
Vipin Nair از روزنامه هندو به موسیقی متن نمره ۳٫۵/۵ را اختصاص داد و آن را «موسیقی متن درجه یک» خواند.